# Афонсу Коррейя
Афо́нсу Корре́йя (порт. Afonso Correia; бл. 1330 — 15 травня 1398) — португальський католицький священик. Єпископ Гуардський (1364—1384) і Сеговійський (1394—1398). Народився у Португалії. Навчався у Паризькому університеті, отримав ступінь доктора канонічного права. У церковному розколі виступив на боці авіньйонських антипап (1378). Сприяв укладанню мирного португальсько-кастильського договору й шлюбу між португальською інфантою Беатрисою та кастильським королем Хуаном І (1383). Супроводжував інфанту до Кастилії, став її старшим радником. Під час португальської династичної кризи підтримав претензії кастильського короля Хуана І на португальський престол (1383—1385). Після провалу кастильської інтервенції (1384) фактично втратив Гуардське єпископство; залишався номінально єпископ Гуардським (до 1394). Внаслідок битви при Алжубарротті й перемоги Жуана І лишився у Кастилії (1385). Був королівським радником самого Хуана I, Енріке II, Енріке III й Хуани Віленської. Помер у Кастилії.

## Імена
- Афо́нсу Корре́йя (порт. Afonso Correia, ст.-порт. Affonso Correa) — у португальських джерелах.
- Альфо́нсо Корре́я (ісп. Alfonso Correa) — в іспанських джерелах.
- Альфо́нсо III Гуа́рдський (ісп. Alfonso III de Guarda) — за назвою єпископства.
- Альфо́нсо Сегові́йський (ісп. Alfonso de Segovia) — за назвою єпископства.

## Біографія
Афонсу народився близько 1330 року в Португалії, ймовірно в Гуарді. Точна дата і місце його народження невідомі, так само як і його батьки. Коротка згадка про його життя міститься у роботі сеговійського хроніста Дієго де Кольменареса.
Афонсу вивчав канонічне право у Паризькому університеті, де отримав ступінь доктора. Після повернення до Португалії він був деканом в Гуардській діоцезії, а близько 1364 року його призначили єпископом самої Гуарди.
Під час церковного розколу 1378 року Афонсу виступив на боці авіньйонських антипап. З 1380 року він був одним із найголовніших прелатів, які представляли їхні інтереси у Португалії.
1382 року Афонсу брав участь у розробці португальсько-кастильського мирного договору разом із лісабонським єпископом Мартіном Саморським і коїмбрським єпископом Хуаном Кабесою-де-Вакою. За умовами цієї угоди португальська інфанта Беатриса, донька португальського короля Фернанду I, мусила одружися із кастильським королем Хуаном І. У травні 1383 року Афонсу супроводжував Беатрису до Кастилії й взяв участь у їхньому вінчанні у Бадахоському соборі. Відтоді він став канцлером нової кастильської королеви і її старшим радником.
Коли в Португалії спалахнула династична криза 1383–1385 років, Афонсу як член прокастильської партії підтримав претензії Беатриси та Хуана на португальську корону. Після Лісабонського повстання він радив кастильському королю розпочати похід до Португалії, обіцяючи беззбройну капітуляцію Гуарди й околиць. 1384 року кастильські війська Хуана І вдерлися до країни, але згодом відступили через епідемію чуми, не змігши здобути столицю. Афонсу був змушений тікати разом із ними до Кастилії. Його катедру в Гуарді зайняв ламегуський єпископ Велашку, представник законного папи Урабана.
Після великого розгрому кастильців у битві при Алжубарроті 1385 року й утвердження на португальському троні Жуана І Афонсу не зміг повернутися на батьківщину. Він залишився у Кастилії, де був одним із лідерів легітимістів-вигнанців при Беатрисі. 1391 року Афонсу як де-юре єпископ Гуардський взяв участь на похоронах Хуана І. Він продовжував бути вірним кастильцям і авіньйонському антипапі.
14 листопада 1394 року антипапа Бенедикт XIII призначив Афонсу єпископом Сеговійським, на знак заслуг і як компенсацію за втрачену Гуарду. Очоливши діоцезію, він пообіцяв повернути борги своїх попередників на суму 1320 флорінів, проте більша частина заборгованостей не була погашена.
1396 року Афонсу призначив Антона Санчеса, сина свого слуги Хуана Фернандеса де Сепулведи, єпискпопським нотарієм. Це було першим призначенням такого роду в історії діоцезії. Проте інших відомостей діяльність Афонсу на посту голови Сеговійського єпископства немає. Невідомо чи він брав участь у Сеговійських кортесах 1396.
Афонсу помер 15 травня 1397 року.